# Metal Heart
Metal Heart è uno degli album più noti della band heavy metal tedesca Accept. Esso è stato pubblicato nel 1985 ed è stato registrato l'anno precedente ai Dierks-Studios, di Cologne.

## Tracce
1. Metal Heart – 5:19
2. Midnight Mover – 3:05
3. Up to the Limit – 3:47
4. Wrong Is Right – 3:08
5. Screaming For A Love-Bite – 4:06
6. Too High To Get It Right – 3:47
7. Dogs On Leads – 4:23
8. Teach Us To Survive – 3:32
9. Living for Tonite – 3:33
10. Bound to Fail – 4:58

## Formazione
- Udo Dirkschneider – voce
- Wolf Hoffmann – chitarra, voce addizionale
- Jörg Fischer – chitarra, voce addizionale
- Peter Baltes – basso, voce addizionale
- Stefan Kaufmann – batteria, cori